# 大前元紀
大前元紀（1989年12月10日—），日本足球運動員，現效力关东地区一级联赛球会南葛SC，司職前鋒。

## 俱樂部生涯
大前元纪之前效力清水心跳，在场上主要位置是右边锋，但也能胜任前腰等位置，虽然他身材不高只有1.66米，但他灵活的跑位和出色的脚法以及意识成为日职联赛首屈一指的攻击手。上赛季日职联赛的34场比赛，大前元纪打入13球并有5球助攻，而整个赛季大前元纪在各项赛事中交出18球7助攻的答卷，表现非常抢眼。大前元纪在清水鼓动的五年，各项赛事119场共打进34球，是被非常看好的日本新一代飞翼。
12月6日晚，德甲杜塞尔多夫官方宣布与日本前锋大前元纪正式签约，大前元纪与球队签署了一份为期两年半的合同，到2015年夏天到期。
2013年8月，大前元纪以租借身份重返清水，租借期至今年5月底。
大前元纪本赛季目前在已经进行过的31场联赛中全部有过出场，打进11球，并列射手榜第6位，清水本赛季目前的33个进球中大前元纪打进了1/3。
群马草津温泉已经获得了前锋球员大前元纪，这一消息已经得到了俱乐部的公布。
日乙群马草津温泉2-1逆转击败了千叶市原，收获了赛季第2胜。大前元纪攻入了来到球队的第一球。 

## 國家隊生涯
2012年4月，大前元纪入选日本23岁以下足球代表队参加2012年倫敦奧運會的初选名单，但最终落选。

## 外部連結
- Profile at Omiya Ardija （页面存档备份，存于）
- 日本職業足球聯賽中的大前元紀 （日語）